# Xã Griggs, Quận Ida, Iowa
Xã Griggs (tiếng Anh: Griggs Township) là một xã thuộc quận Ida, tiểu bang Iowa, Hoa Kỳ. Năm 2010, dân số của xã này là 1.588 người.